# Etologia

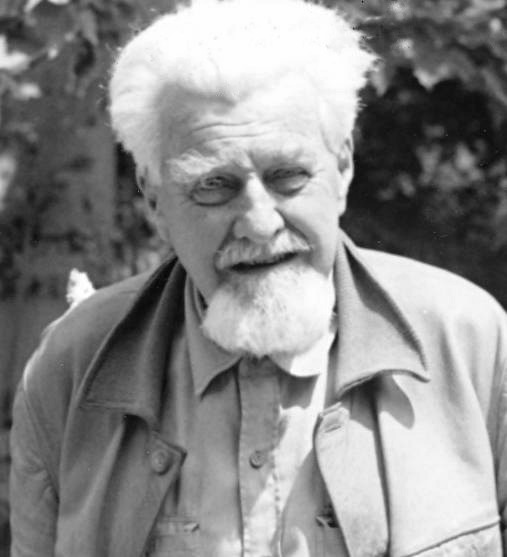
Konrad Lorenz, Premio Nobel per la medicina nel 1973 per i suoi studi sulla fisiologia del comportamento, è considerato il padre fondatore dell'etologia moderna.

L'etologia, o biologia comportamentale, è la branca della biologia e della zoologia che studia il comportamento animale. Il termine "etologia" (dal greco ethos e logos, intesi come «carattere o costume» e «studio») indica infatti la moderna disciplina scientifica che studia l'espressione comportamentale degli animali nel loro ambiente naturale (compreso l'uomo), seguendo gli stessi criteri con i quali viene condotta la ricerca in altri campi della biologia. Il termine racchiude nella maggior parte delle lingue europee l'originaria espressione tedesca vergleichende Verhaltensforschung («ricerca comparata sul comportamento»), utilizzata da Konrad Lorenz, considerato padre fondatore della disciplina.
(Lorenz, K. (2011), L'etologia: fondamenti e metodi, Bollati Boringhieri)

## Origini e sviluppi della disciplina

### Antichità
Le speculazioni attorno alle manifestazioni del comportamento animale e del loro significato risalgono già ai grandi filosofi dell'antichità, da Anassagora a Empedocle, da Platone ad Aristotele, da Epicuro a S. Agostino. Lattanzio e Celso avevano discusso da opposte posizioni su tali questioni; Plutarco e Origene, Gregorio di Nissa e Basilio avevano dedicato espliciti trattati o parti di trattati.

### Età moderna e contemporanea

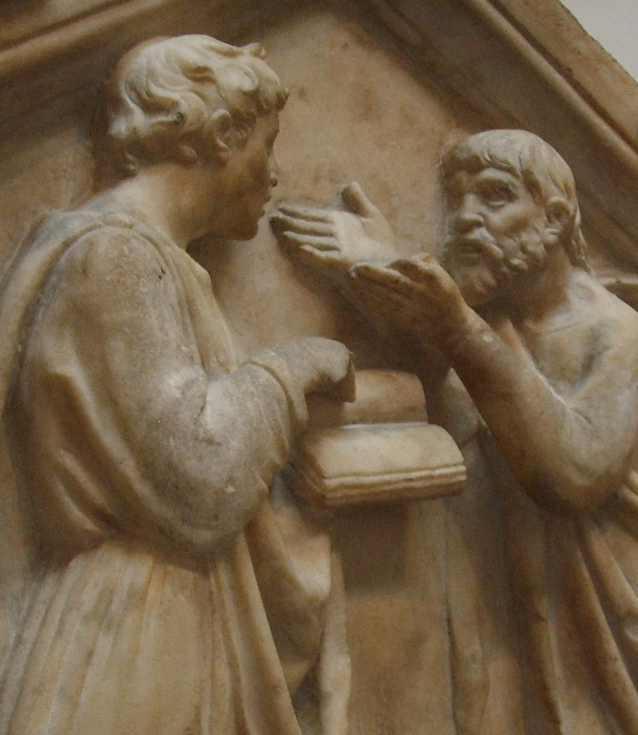
Aristotele e Platone si dedicarono in svariati modi alla speculazione attorno alla psicologia animale.

In tempi più recenti sono apparsi numerosissimi bestiari medievali, ma soltanto tra Seicento e Settecento fu possibile assistere alla strutturazione delle prime vere e proprie discussioni (seppur ancora di stampo filosofico), attorno al concetto di psicologia animale. I grandi periodici sei-settecenteschi, dalle Nouvelles de la Republique des Lettres di Bayle alla Histoire des Ouvrages des Savans di Henri Basnage de Beauval, alle diverse Bibliothèques di Le Clerc rendono conto quasi mensilmente di tutti sulla "mancanza di sensibilità dei bruti", sulla "bestia trasformata in macchina", o sulle discussioni sull'istinto, o sulle polemiche tra aristotelici e cartesiani sull'automatismo animale. Tuttavia, occorre attendere la fine del secolo XIX per assistere ad una trattazione maggiormente scientifica dell'interpretazione del comportamento animale. Fu infatti nel periodo post-darwiniano che iniziarono a svilupparsi le prime scuole di pensiero nell'indagine scientifica e fu lo stesso Charles Darwin a dare inizio questo processo, attraverso la pubblicazione dei suoi modelli teorici che influenzarono non soltanto tutte le scienze biologhe, ma tutti gli studi comparativi del comportamento. All'inizio del Secolo Novecento erano essenzialmente due le scuole di pensiero relative allo studio del comportamento animale: il comportamentismo (della scuola psicologica statunitense) e il purposivismo (della scuola psicologica anglosassone). A capo di queste due scuole di pensiero c'erano rispettivamente John Watson e William Mc Dougall. Le due scuole di pensiero si contrapposero essenzialmente sui piani ideologici che le sorreggevano: la prima era soprattutto una psicologia dell'apprendimento e della gestione del comportamento; la seconda, maggiormente legata al finalismo. lo scontro, semplificando, si basava sul fatto che la nuova scuola psicologica americana studiava prevalentemente l'apprendimento (con particolare enfasi degli studi in laboratorio, dal momento che volevano il comportamento scientificamente e rigidamente misurabile), mentre la scuola inglese del purposivismo si concentrava maggiormente sull'istinto, senza tuttavia fornirne solide spiegazioni scientifiche. Queste querelle scientifiche proseguirono per molti decenni e la scuola psicologica inglese fu combattuta sul piano ideologico dal comportamentismo, che vantava maggior scientificità.

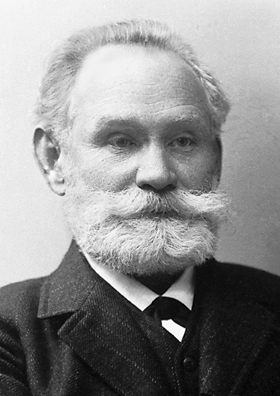
Ivan Pavlov, fisiologo russo noto per i suoi studi sul riflesso condizionato.

Un altro autore che ha contribuito notevolmente ad una strutturazione scientifica dello studio del comportamento fu senz'altro Ivan Petrovič Pavlov. Pavlov, fisiologo russo fondatore della corrente psicologica della riflessologia, nonostante il suo contributo teorico al comportamentismo, mantenne sempre un atteggiamento critico nei confronti di quest'ultimo. Egli stesso accusò i comportamentisti "«di servirsi, in ricerche essenzialmente obiettive sul comportamento degli animali, di nozioni e di classificazioni psicologiche». In ogni caso, Pavlov fu determinante per lo sviluppo scientifico dell'etologia, poiché forni i metodi e le basi per un'analisi dei comportamenti correlati alla loro espressione fisiologica. Nei suoi studi sulla regolazione delle ghiandole digestive, Pavlov diede particolare attenzione al fenomeno della “secrezione psichica”: mediante l'uso di fistole notò infatti che facendo vedere ad un animale del cibo, tali ghiandole iniziavano il loro funzionamento, se lo stimolo visivo veniva tolto, esse cessavano la loro secrezione. Le ricerche di Pavlov sulla fisiologia della digestione lo portarono a definire una vera e propria scienza sul riflesso condizionato, detto anche condizionamento classico, o pavloviano. Il condizionamento classico si verifica quando uno stimolo neutro diventa un segnale per un evento che sta per verificarsi. Se viene a crearsi un'associazione tra i due eventi possiamo parlare di stimolo condizionato per il primo evento e stimolo incondizionato per il secondo.
Le discussioni insorte durante il secolo diciottesimo e sviluppatesi nel secolo diciannovesimo, proseguirono dunque ancora per buona parte del Novecento, almeno finché non iniziarono a sviluppare consistente interesse le pubblicazioni di uno zoologo austriaco: Konrad Lorenz. Lorenz chiarì molti degli aspetti che sino ad allora avevano generato confusione e discussioni (come il concetto di istinto, al quale conferì degna collocazione scientifica, anche grazie ai lavori svolti da Charles Otis Whitman e da Oscar Heinroth), e fondò, ipso facto, una nuova disciplina scientifica: l'etologia. Konrad Lorenz, raggruppò durante il Novecento tutta una serie di studiosi e ricercatori che con lui condividevano il nuovo approccio evoluzionistico dello studio del comportamento e, con i massimi esponenti (Karl von Frish e Nikolaas Tinbergen), condivise il premio Nobel nel 1973.

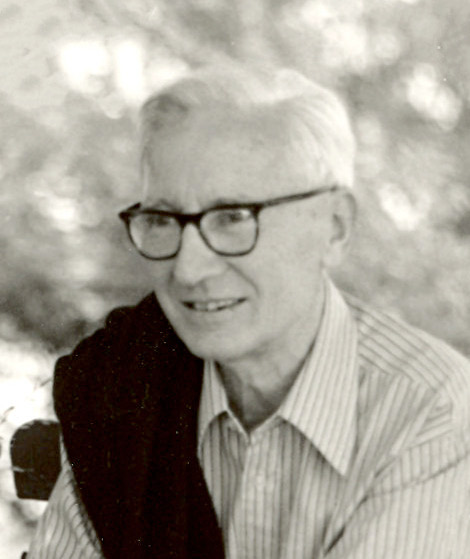
Nikolaas Tinbergen, sviluppò una stretta amicizia con Konrad Lorenz, che andò oltre la collaborazione scientifica.

Il metodo induttivo (che parte tradizionalmente dall'osservazione di casi individuali e procede all'astrazione di leggi alle quali la somma dei casi dimostra di obbedire), e l'approccio oggettivista inaugurati dagli etologi di formazione biologico-naturalistica rappresentarono una svolta per la disciplina.
Uno dei contributi maggiori dell'etologia classica è sicuramente la chiarificazione del concetto di istinto e la sua esplicazione in ambito scientifico. Gli studi di Konrad Lorenz e gli approfondimenti svolti da Nikolaas Tinbergen hanno risolto buona parte dei problemi relativi al mancato decollo che la disciplina, sin ad allora, aveva sofferto. Seppur il concetto di istinto interessò gli studiosi già dal Settecento e, più sistematicamente dall'Ottocento (secolo scosso dalle rivelazioni darwiniane con le considerazioni d’illustri evoluzionisti quali George Romanes, Francis Galton e Conwy Lloyd Morgan), le spiegazioni offerte per tale fenomeno comportamentale continuavano a non soddisfare lo spirito scientifico, sempre più in evoluzione; infatti, ancora nel 1940 (quando il lavoro degli etologi classici era ancora poco noto), Bierens de Haan affermava «Noi osserviamo l’istinto ma non ne diamo una spiegazione», e questa difficoltà esplicativa fu proprio una delle cause del crollo del purposivismo. Invece, la grande sferzata data dall'etologia classica, riuscì a spiegare e a dimostrare la scientificità di questo concetto. Konrad Lorenz definiva l'istinto rifacendosi agli studi dei suoi maestri Charles Otis Whitman e Oskar Heinroth, che avevano descritto e studiato i movimenti istintivi "ritualizzati" del corteggiamento dei colombi e delle anatre, rispettivamente. Mentre Nikolaas Tinbergen, in modo molto semplice e chiaro, affermò che "il comportamento innato è un comportamento che non è stato modificato da processi di apprendimento". 

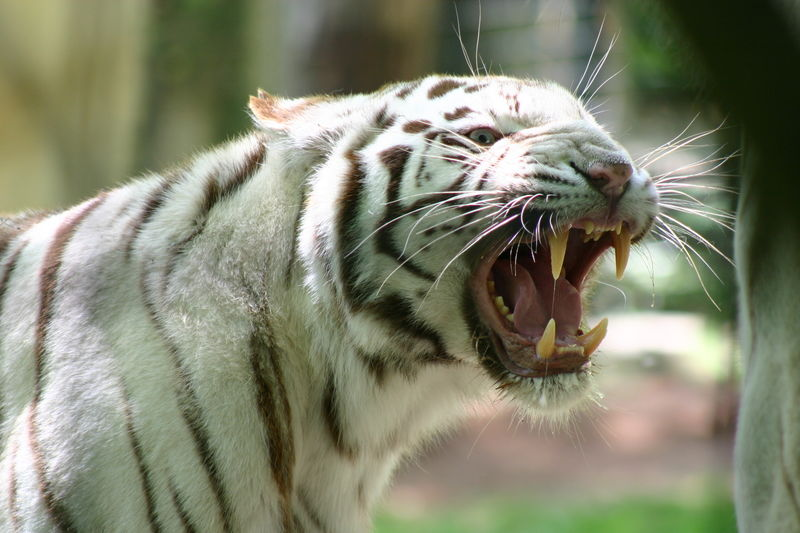
Una delle opere più controverse di Konrad Lorenz fu "L'aggressività", nel suo titolo originale Das sogenannte Böse, del 1963.

Queste considerazioni, portano oggi a definire il comportamento innato come un comportamento che possiede il requisito dell'ereditarietà.

## Etologia attuale
Oggi l'etologia mantiene generalmente gli obiettivi e i presupposti dell'etologia lorenziana, dove è interpretata come studio comparato del comportamento animale, secondo metodi e criteri sovrapponibili a quelli utilizzati in altre discipline delle scienze biologiche. Molte scienze collaborano al perseguimento di questi obiettivi dell'etologia, come la fisiologia, l'ecologia, la zoologia, le scienze sociali e la psicologia, e l'etologia stessa ha influenzato rispettivamente l’evoluzione di tali discipline.

### Sviluppi contemporanei e attuali settori d'indagine

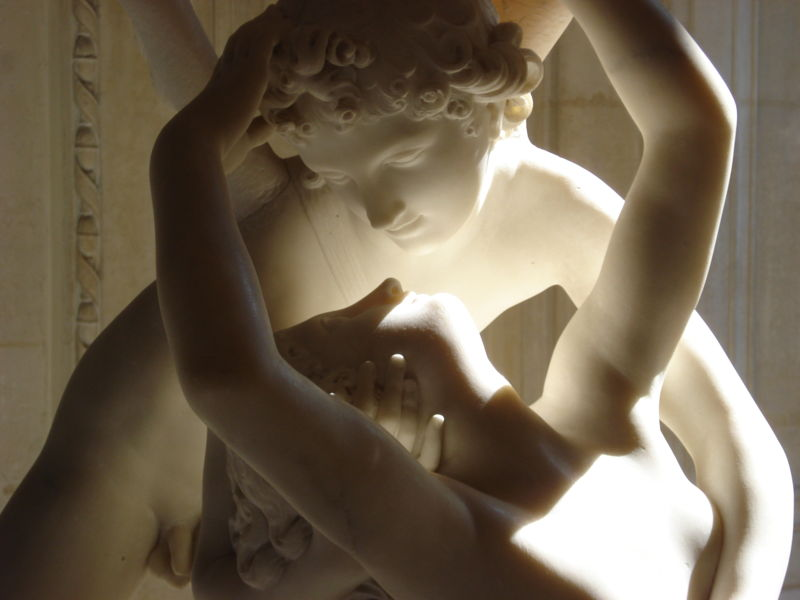
Secondo Irenaus Eibl-Eibensfeldt, l’inchino, il saluto, il bacio e i vari giochi del flirt sono costanti comportamentali filogenetiche, elaborate poi variamente a seconda dei codici culturali.

L'etologia ha sviluppato diverse diramazioni durante il suo consolidamento, avvenuto verso la fine del secolo scorso. L'allievo di Konrad Lorenz, Irenaus Eibl Eibensfeldt, fondò una branca dell'etologia (certamente a seguito degli impulsi ricevuti dal proprio maestro Lorenz), che definì "etologia umana". Eibensfeldt definisce l'etologia umana come biologia del comportamento umano e, in accordo con la sua origine dalla biologia, i suoi interessi si dispiegano nelle consuete direzioni principali della morfologia, dell'ecologia, della genetica, della biologia dello sviluppo e della fisiologia, sottolineando che l'etologo dell'uomo si domanda in qual modo il carattere considerato (comportamento), contribuisca al successo riproduttivo e, perciò, alla sopravvivenza dei geni. Un'altra diramazione dell'etologia, consolidatasi nel corso degli ultimi decenni è certamente l'ecoetologia, intesa come branca dell'etologia che focalizza i propri studi e ricerche nell'interazione tra animali e ambiente naturale, analizzando le interazioni tra specie, con particolare attenzione alla conservazione della biodiversità.
Tuttavia, verso la fine del Novecento, la pubblicazione di alcuni libri riguardanti i diritti degli animali ebbero grandi ripercussioni, sia in ambito politico che sociale. La nuova attenzione nei confronti dell'animale come essere senziente, influenzò notevolmente anche l'ambito scientifico ed aprì la strada, congiuntamente alle scienze psicologiche, ad un nuovo approccio nello studio del comportamento animale: quello cognitivo. Fu probabilmente la pubblicazione dei libri Animal machines, di Ruth Harrison e di The question of animal awareness: Evolutionary continuity of mental experience, più tardivo, da parte di Donald Griffin a dare inizio ad una nuova interpretazione nel significato di comportamento animale. Appare quindi nel tempo una diramazione dell'etologia classica definita "etologia cognitiva", secondo la quale è possibile adottare un approccio mentalistico nelle interpretazioni del comportamento animale, partendo dall'ammissione di un mondo interno capace di compiere processi di esperienza, riflessione, soluzione, prefigurazione, ricordo. Queste metodologie e gli assunti di base, tuttavia, attirano le critiche degli etologi più conservatori, più classicisti, i quali accusano gli etologi cognitivi di una certa tendenza a rinnegare il fiorente passato dell'etologia classica e di aderire a posizioni ideologiche talvolta diametralmente opposte al lavoro effettuato dall’etologia del Novecento. L'etologia ad approccio cognitivo, sembrerebbe attualmente attirare a sé le medesime critiche che la psicologia cognitiva generò intorno agli anni Ottanta, durante i quali molti psicologi finirono con lo sminuire la rilevanza teorica e metodologica del cognitivismo, arrivando fino a ritenerlo una continuazione, anche se in forma più sofisticata, del comportamentismo. 

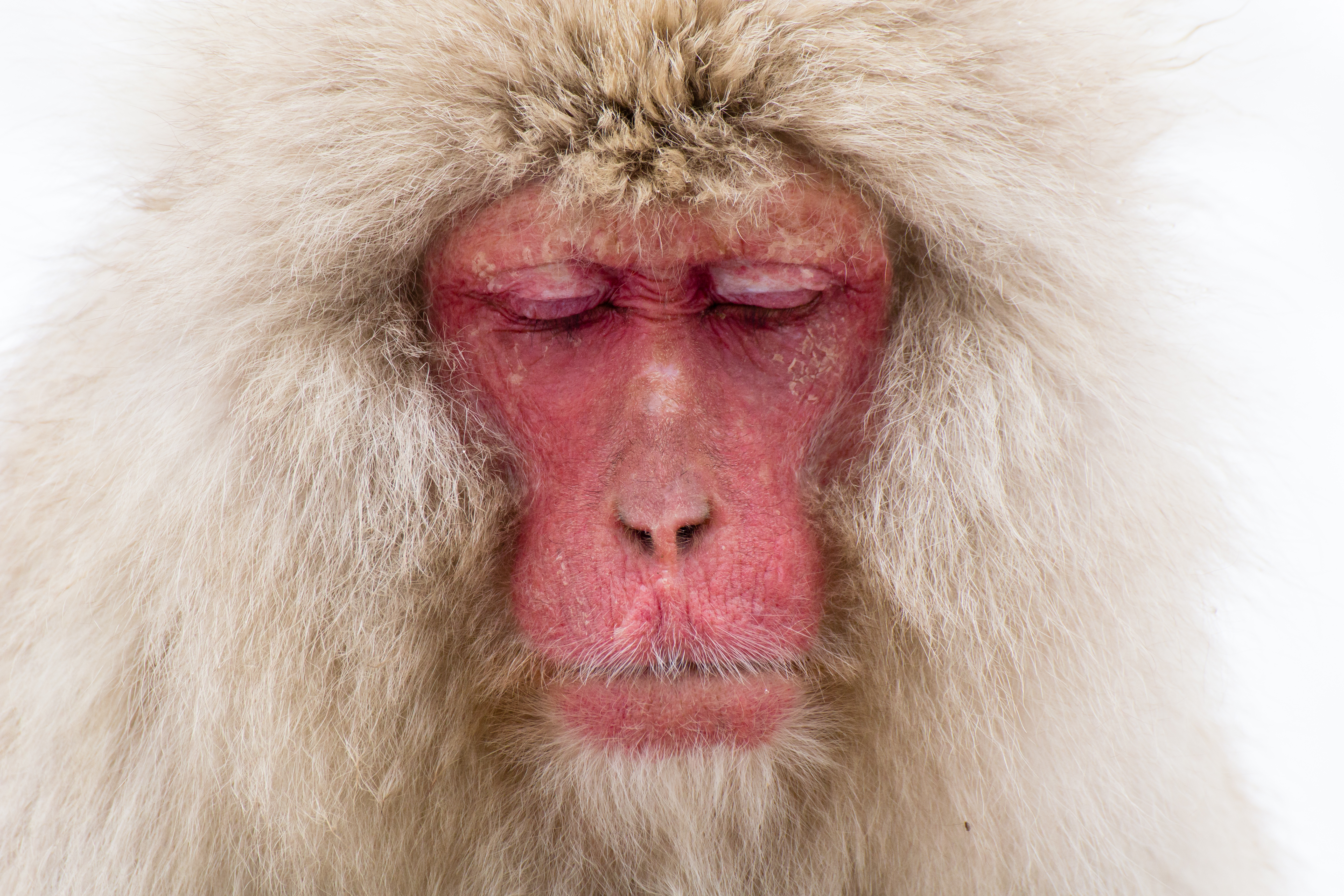
Alcune ricerche scientifiche hanno scoperto una diminuzione dello stress a seguito dell'uso della musico-terapia e un interessante effetto positivo sugli stati patologici del comportamento degli animali.

Parallelamente alle nuove indagini cognitive, ebbe dunque grande sviluppo il concetto di benessere animale, qui inteso secondo la definizione di Hughes (1976), come quello stato di equilibrio mentale e fisico che consente all'animale di essere in armonia con l'ambiente che lo circonda. Lo studio comparato del comportamento ha dunque fornito un enorme contributo soprattutto nella costituzione dell'etologia applicata agli animali domestici, che studia dunque il comportamento in relazione alle loro caratteristiche di specie sia a quelle dell'ambiente in cui l'uomo li alleva con riguardo, soprattutto, agli effetti sul comportamento dei diversi sistemi di allevamento e di gestione.
Occorre necessariamente sottolineare, tuttavia, che le diverse evoluzioni che l'etologia ha avuto nel corso degli ultimi quarant'anni hanno spinto alcuni autori ad accusare un notevole disinteresse generale nei confronti dei grandi contributi forniti dall'etologia classica. Il primatologo Frans de Waal, ad esempio, uno degli etologi contemporanei più autorevoli, fece notare "c'è sempre meno rispetto per Lorenz. Persino i suoi connazionali hanno cominciato a minimizzare i suoi contributi"; questo già nel 2001 (a soli dodici anni dalla scomparsa di Lorenz).

### L'etologia in Italia

Danilo Mainardi.

In Italia l'etologia è giunta in modo tardivo rispetto alla restante parte del mondo; per lo meno in fatto di pubblicazioni scientifiche, ma anche nelle pubblicazioni divulgative il termine stesso di etologia si rinviene in libri per il grande pubblico soltanto a partire dagli anni sessanta circa. Alcuni etologi si sono distinti dal punto di vista scientifico e hanno collaborato attivamente alla divulgazione di questa disciplina. Certamente, l'etologo più famoso è stato Danilo Mainardi, grazie anche alle sue innumerevoli presenze televisive e alla collaborazione con la nota trasmissione televisiva Quark. Mainardi, tuttavia, fu anche un appassionato ricercatore e si dedicò durante la sua carriera allo studio dell'evoluzione del comportamento sociale, in relazione ai ruoli parentali e alloparentali, e sessuale degli animali a partire dallo stadio infantile, dimostrando in particolare l'importanza dell'imprinting nel determinare le preferenze sessuali, sociali e alimentari dell'individuo. Analizzò inoltre gli aspetti comunicativi dei segnali infantili, il comportamento ludico-esplorativo, nonché gli effetti della socialità e dell'isolamento sullo sviluppo del comportamento aggressivo.
Storicamente, invece, tra i primi nomi noti dell'etologia spicca quello di Leo Pardi, che lasciò un'orma indelebile nel campo del comportamento sociale degli insetti e in quello dell'orientamento animale. Egli aveva visto per primo quei fenomeni - il comportamento di dominazione nella vespa Polistes gallicus e il movimento orientato del crostaceo anfipode Talitrus saltator (la cosiddetta "pulce di mare") - dalla cui analisi dovevano scaturire le scoperte che lo hanno reso celebre.
Altri nomi noti dell'etologia in ambito scientifico sono Giorgio Celli (per i contributi forniti all'ecologia degli agroecosistemi, interessandosi ai metodi di contenimento biologico delle popolazioni di insetti nocivi), e Enrico Alleva (al 1990 dirige il Reparto di Neuroscienze comportamentali all'Istituto superiore di sanità di Roma). Da ricordare inoltre Giorgio Punzo, Ettore Tibaldi e Roberto Marchesini (per i contributi forniti nell'interpretazione filosofica della psicologia animale).

## Etologia: fondamenti e settori di indagine
La ricerca scientifica ha permesso nel tempo una classificazione delle manifestazioni comportamentali degli animali e dell'uomo; tali manifestazioni sono convenzionalmente raggruppate all'interno di sistemi che racchiudono il fine ultimo dell'organizzazione comportamentale. Indipendentemente dall'evidenza o meno che la matrice dello specifico comportamento studiato consenta un inequivocabile discernimento tra matrice innata o appresa, le sfere comportamentali oggi indagate sono: 
- Filogenesi, ontogenesi e actogenesi del comportamento;
- Istinto;
- Apprendimento;
- Comportamenti sessuali;
- Comportamenti riproduttivi;
- Cure parentali;
- Sviluppo comportamentale infantile e adolescenziale;
- Organizzazione sociale;
- Aggressività;
- Rapporto col territorio;
- Sistemi di comunicazione;
- Cognizione ed emotività;
- Stress e comportamento patologico;
- Filogenesi dei comportamenti umani.

### Filogenesi, ontogenesi e actogenesi del comportamento

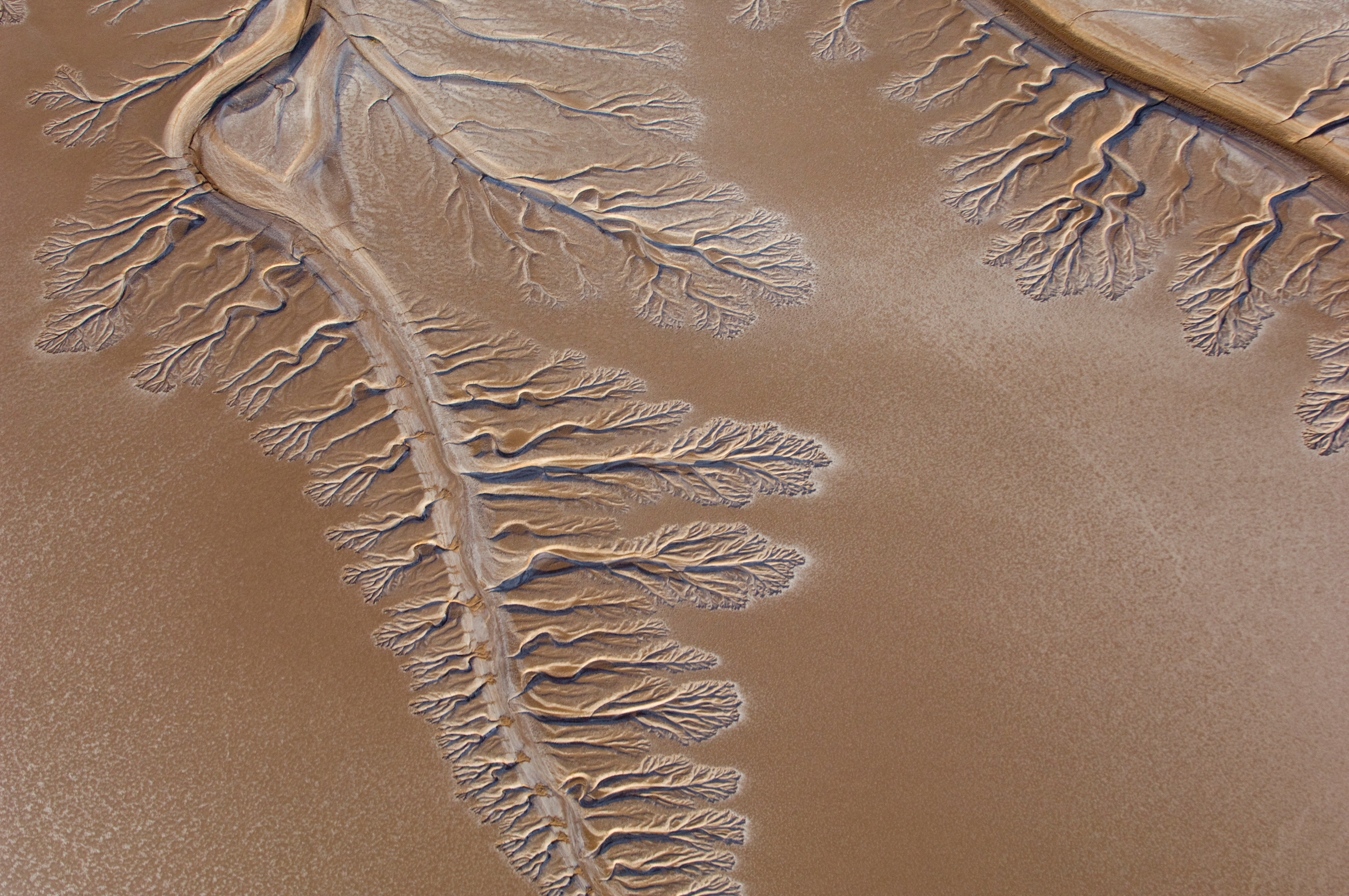
Manfred Eigen, utilizzò una foto aerea del delta del fiume Colorado per spiegare l'albero genealogico dei viventi. Tale esempio, fu ripreso da Konrad Lorenz per illustrare le dinamiche con le quali si esprime il processo evolutivo.

Così come per le altre discipline biologiche, anche in etologia la ricerca è condotta seguendo un metodo di indagine attinente all'analisi del processo evolutivo dei viventi; tale approccio è alla base della strutturazione dell'etologia moderna. Fu Konrad Lorenz a portare in evidenza la necessità di considerare il comportamento al pari di qualsiasi altro organo o apparato dell'organismo e, di conseguenza, di condurre la ricerca scientifica seguendo i medesimi criteri. Nacque così il metodo comparato anche nello studio della psicologia animale e, da esso, i classici due settori di indagini, filogenesi e ontogenesi, ai quali si aggiunge un terzo settore, quello cioè dell'actogenesi (secondo Leyhausen).
L'origine filogenetica di un comportamento riguarda tutte quelle espressioni comportamentali per le quali è applicabile i concetti di omologia e analogia, così come sono applicati a tutti gli altri organi, considerando dunque con questo metodo la derivazione genetica comune e quella per convergenza evolutiva, consentendo di condurre una vera e propria comparazione tassonomica anche dal punto di vista etologico. Le espressione comportamentali filogeneticamente determinabili assumono la denominazione di comportamenti a coordinazione ereditaria o comportamenti filogeneticamente determinati (secondo Charles Otis Whitman e Oskar Heinroth).
Ontogeneticamente, invece, il comportamento si esprime attraverso le esperienze individuali del singolo individuo che trae informazioni sia dal suo genotipo, sia dall'ambiente in cui esso stesso vive e dal quale trae esperienza. All'interno dell'ontogenesi si strutturano i processi adattativi i quali, pur realizzando di fatto una programmazione di origine filogenetica caratterizzata da una variabilità limitata, consentono all'animale di discernere e immagazzinare le informazioni più rilevanti per la conservazione della propria sopravvivenza e, quindi, della specie.
Emerge un terzo settore di sviluppo del comportamento animale e dell'uomo messo in risalto dall'etologo Paul Leyhausen: l'actogenesi. Secondo l'etologo, ogni creatura, in ogni momento, possiede, oltre alla storia filogenetica e a quella ontogenetica, una propria particolare storia contingente, legata ad accadimenti casuali.

### Istinto
Il concetto di istinto interessò gli studiosi già alla fine del diciannovesimo secolo — secolo scosso dalle rivelazioni darwiniane con le considerazioni d’illustri evoluzionisti, quali George Romanes (1848-1894), Francis Galton (1822-1911) e Conwy Lloyd Morgan (1852-1936) — e particolare interesse si sviluppò con l’avvento del ventesimo secolo. «Noi osserviamo l’istinto ma non ne diamo una spiegazione», scriveva ancora Bierens de Haan nel 1940. Quando si stava preparando la culla per la nascita dell’etologia classica Oscar Heinroth e Charles Otis Whitman ponevano le basi per una spiegazione scientifica dell’istinto, cercando di fornire quelle informazioni che i purposivisti non ritenevano utile dare.

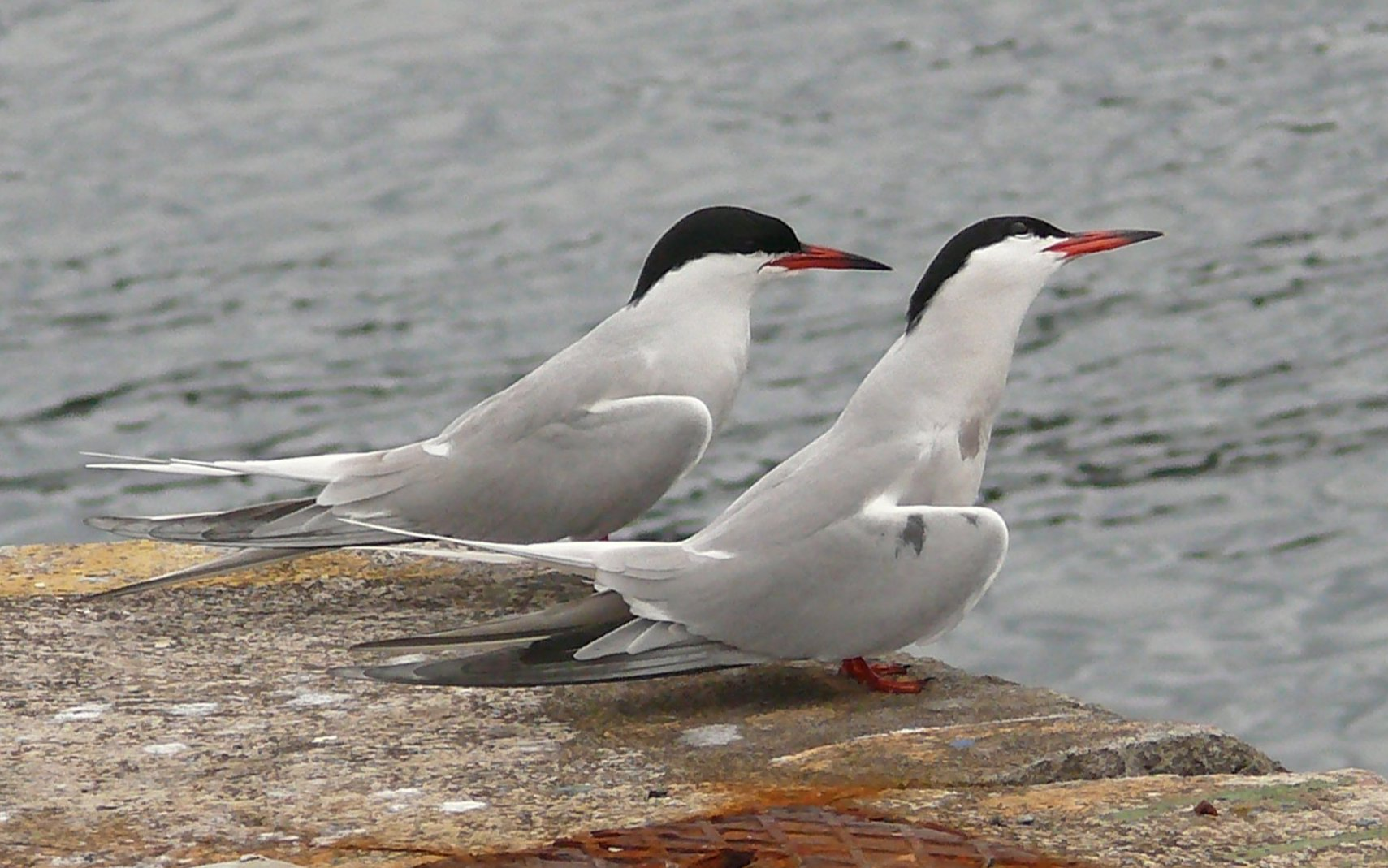
Il comportamento legato al corteggiamento è tipicamente ereditario ma l'esperienza può modificarne alcuni aspetti.

Innanzi tutto, andava evidenziato che i comportamenti istintivi, che loro definivano come «azioni istintive specifiche» composte da «movimenti a coordinazione ereditaria», erano in grado di fornirci molte informazioni sull'evoluzione delle specie, esattamente al pari di qualsiasi altro organo o carattere morfologico. Il carattere ritualizzato che molti di essi dimostravano di possedere suggeriva, attraverso le varie modulazioni motorie, strette somiglianze con altre specie animali ed è quindi a questo punto che si scoprì l’eredita genetica del comportamento: ai tempi di de Haan o di McDaugall l’istinto era interpretato piuttosto come un qualcosa di arcano. La ritualizzazione poi era anche in grado di suggerire quale origine evolutiva avesse quel determinato comportamento e quali funzioni poteva potenzialmente svolgere prima di essere integrato in una armonica concatenazione di movimenti, finalizzata a generalizzare il messaggio da inviare. Konrad Lorenz in seguito descrisse molto dettagliatamente i comportamenti istintivi: li dimostrò attraverso numerosi esperimenti e collaborò strettamente con Niko Tinbergen, che conduceva imponenti studi di questo tipo e il cui spiccato e creativo ingegno permise di organizzare sperimentazioni dall’impeccabile strutturazione.
Lorenz non soltanto chiarì definitivamente il concetto di istinto, ma riuscì a spiegare anche che lo stesso apprendimento poggia su una potenzialità quantitativamente e qualitativamente stabilita dall’istinto, che dirige cioè l’animale verso una maggior costruzione ontogenetica derivante dall’esperienza soggettiva, oppure da una maggior dipendenza dalla matrice istintiva, ovvero innata.
Oggi raggruppiamo sotto l’aggettivo di istintivo, ovvero innato, ogni comportamento che si presenta nella sua completa forma funzionale già la prima volta che viene manifestato, senza che l’animale abbia avuto precedenti esperienze con quegli stimoli che innescano il comportamento o modo di osservarlo in altri conspecifici.
Anche per il comportamento innato sono stati condotti importati studi e molti risultati sono già stati ottenuti: adesso siamo in grado di sostenere con una certa sicurezza che i geni, composti appunto di DNA, dovrebbero contenere le informazioni necessarie per la costruzione filogenetica del comportamento e sappiamo, inoltre, che l’evoluzione modula l’espressione comportamentale attraverso la modificazione delle frequenze genetiche ad essa correlate.
Alcuni autori, tuttavia, mettono in guardia dal facile entusiasmo di un’interpretazione deterministica della genetica: sostengono che talvolta si cade nell'errore di ipotizzare l’esistenza di meccanismi genetici di controllo mediante i quali il comportamento di un individuo, essendo determinato al momento della fecondazione, non sarà flessibile.

### Apprendimento
Il termine apprendimento, pur tenendo in considerazione la grande estensione che tale termine possiede in etologia e psicologia, è composto da una pluralità di meccanismi parziali, quali la recezione e l'immagazzinamento delle informazioni, cui l'individuo potrà fare ricorso per l'esecuzione di un'azione adeguata ( --> memoria) e che potranno anche essere trasmesse da una generazione all'altra.
L'apprendimento è la modificazione del comportamento indotta da predisposizioni interne innate, e regolate da fattori esterni, che ne realizzano l'espressione. 

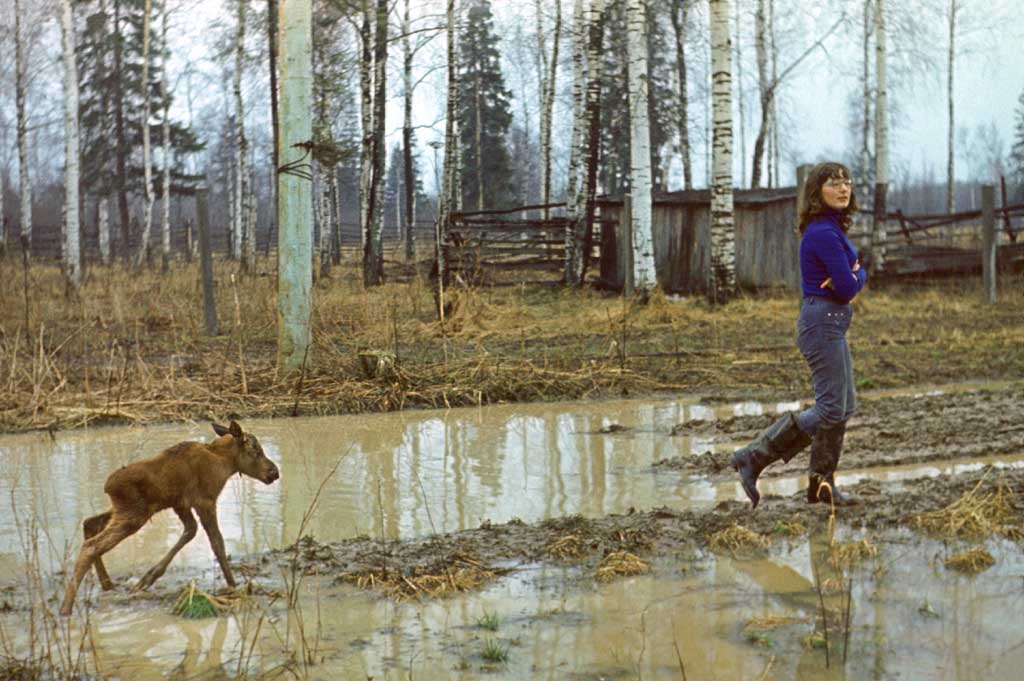
Un piccolo di alce segue la donna che lo cura

Una forma di apprendimento ancora parzialmente ereditario è quello indagato da Konrad Lorenz nelle sue ricerche sul campo sugli uccelli (famosissimo il suo lungo esperimento con l'ochetta Martina), cioè l'imprinting.
Le forme di apprendimento vero e proprio tuttavia sono più articolate, e presentano una maggior variabilità. Ecco allora che si hanno: apprendimento per prova ed errore, per imitazione, per assuefazione, per associazione (legato al condizionamento) e per intuito.
- Apprendimento per prova ed errore. Consiste in una serie di prove che l'animale compie per raggiungere un certo scopo, ad esempio procurarsi il cibo. Gli individui più inesperti migliorano la loro strategia dopo ogni tentativo, evitando di compiere gli errori che non hanno portato risultati.
- Apprendimento per imitazione. Tipico dei giovani che imparano osservando i genitori o altri adulti, ripetendo esattamente quanto hanno visto sino a diventare esperti a loro volta.
- Apprendimento per assuefazione. Avviene quando, ad esempio, alcuni uccelli non si spaventano più alla vista dello spaventapasseri. Il vedere a lungo tale sagoma senza mai percepire nulla di pericoloso ne annulla l'effetto.
- Apprendimento per associazione. A lungo studiato dal russo Pavlov, si ha quando due avvenimenti, non necessariamente collegati da un rapporto di causa-effetto, sono comunque uniti. Ad esempio un cane inizia a scodinzolare quando vede che il padrone prende il guinzaglio, segno che si sta per uscire.
- Condizionamento. Quando un segnale viene associato ad una certa reazione dell'animale.
- Apprendimento per intuito. Forma più alta di apprendimento, tipica degli animali superiori (e anche dell'uomo). In questo caso concorrono facoltà complesse, come osservare la situazione attuale, ricordare esperienze vissute, e verificare se le soluzioni già viste sono applicabili o se invece servono altre strategie.

Una delle modalità di apprendimento più importanti degli animali superiori è il gioco. in questo modo i cuccioli si preparano ad affrontare le situazioni tipiche della vita da adulti.

### Corteggiamento
Il corteggiamento è una fase preparatoria all'accoppiamento, che permette agli individui di avvicinarsi e riconoscersi senza far scattare reazioni di difesa o aggressive, molto pericolose tra animali predatori. Ad esempio il corteggiamento è importante tra gli scorpioni o tra i ragni, dove la femmina deve essere convinta dal maschio che si avvicina senza intenzioni predatorie, altrimenti la reazione porterebbe, spesso, alla morte dello stesso maschio.
Il corteggiamento si differenzia da specie a specie, e comprende un insieme di segnali che possono essere:
- Movimenti particolari che in alcuni casi diventano esercizi di abilità o vere e proprie danze.
- Richiami sonori che possono arrivare a grandi distanze o essere dei canti. Si pensi al lentissimo Canto delle balene o al canto di molti passeriformi liberi o in cattività.
- Colori vivaci assunti dalla pelle o dal piumaggio (livrea nuziale), in particolari momenti della vita o della stagione, come il piumaggio del pavone e dell'uccello del paradiso o il ventre rosso di un pesciolino tropicale molto diffuso negli acquari, il Betta splendens.
- Sostanze chimiche disperse nell'aria, ed avvertibili a chilometri di distanza, i feromoni. Alcune femmine di farfalla emettono feromoni avvertibili a distanze enormi dai maschi della specie.

Talvolta la fase del corteggiamento è preceduta da lotte tra maschi che si contendono le poche femmine a disposizione o che vogliono avere più femmine nel loro harem, come le lotte tra cervi. Queste lotte non si concludono quasi mai con la morte dello sconfitto, ma solo col suo allontanamento.

### Cure parentali

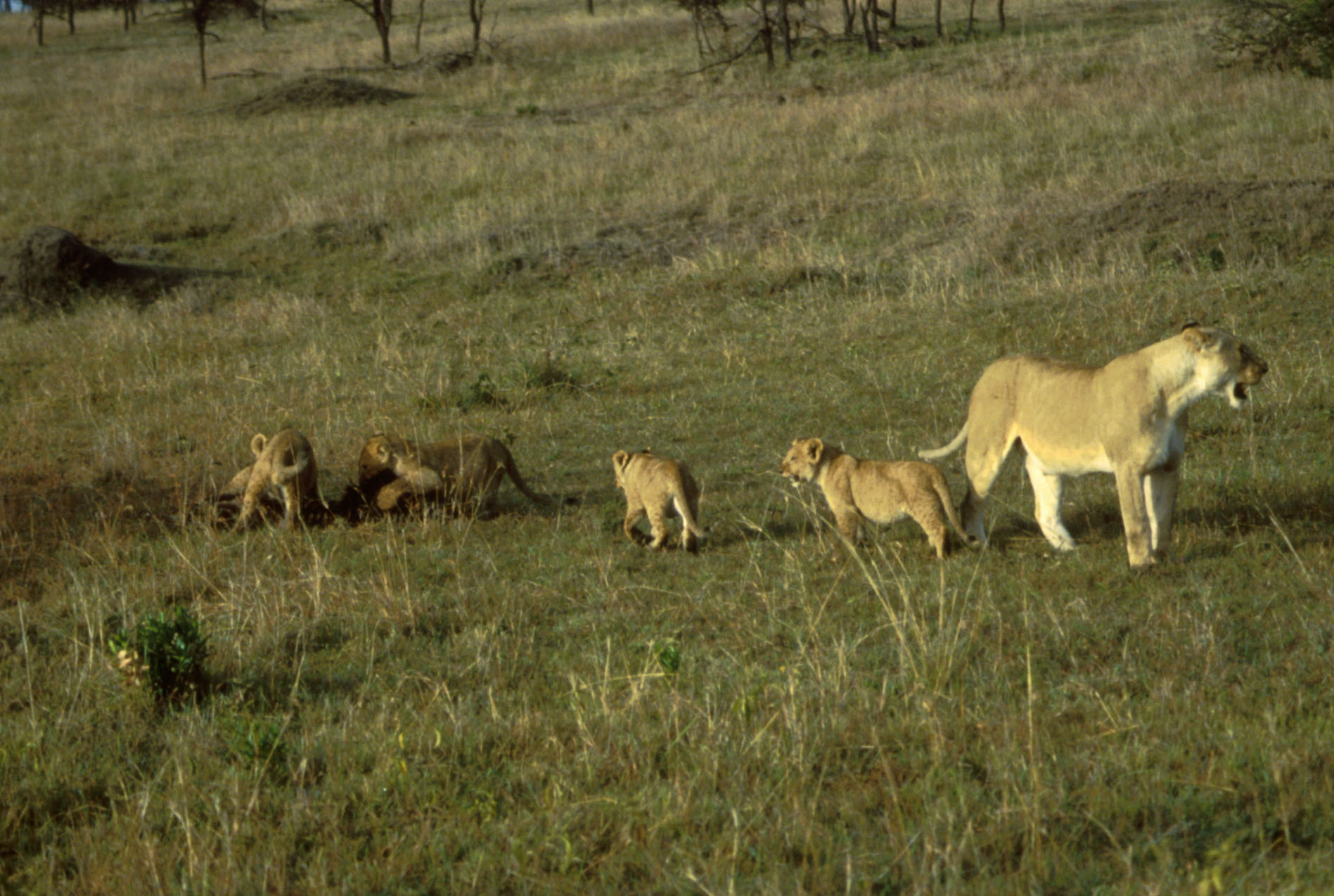
Leonessa con prole

Le cure parentali sono l'insieme dei comportamenti che i genitori mettono in atto per difendere la loro prole sino al momento della loro autonomia.
Le specie che curano maggiormente la loro prole possono permettersi di avere un numero minore di figli, mentre le altre, per assicurare la sopravvivenza della specie, devono avere molti più figli o deporre moltissime uova.
Molti invertebrati, che depongono uova che si schiuderanno alla fine del loro ciclo vitale, non vedranno mai i loro discendenti, quindi il loro istinto li porta a cercare prima di tutto un luogo adatto e protetto per la schiusa e anche una fonte di cibo per le larve che usciranno dalle uova. Un genere di vespa, ad esempio, depone le sue uova all'interno di larve di coleotteri (o di altri insetti, anche adulti, oppure di ragni) dopo averli paralizzati col suo aculeo. Alla schiusa dell'uovo la larva di vespa si nutrirà del corpo ancora vivo ma immobilizzato del suo ospite. 
Gli anfibi non curano i loro figli, quindi depongono molte uova, dalle quali escono piccoli già autosufficienti, i girini. In questo caso si parla di prole precoce. 
I rettili solitamente non curano la prole, ma cercano solo luoghi sicuri per le uova.
Gli uccelli ed i mammiferi invece solitamente hanno un numero minore di figli o depongono meno uova perché curano a lungo i loro pulcini o i loro cuccioli, perché incapaci di badare a sé stessi. In questo caso si parla di prole inetta. Tra i mammiferi, quelli che hanno la prole meno autosufficiente alla nascita sono i predatori, carnivori, mentre invece i piccoli erbivori, pur avendo bisogno di cure, poche ore dopo il parto, sono già in grado di correre accanto agli adulti.

### Organizzazione sociale
Questo è un aspetto che interessa moltissimo gli etologi, anche per le considerazioni possibili nel confronto con la società umana.
Prima di tutto occorre precisare che non tutti gli animali sono sociali, e diversi anzi conducono vita isolata, con l'unica eccezione del periodo dell'accoppiamento.
La vita sociale tuttavia è una tappa evolutiva vantaggiosa per l'individuo, che accetta, per suo vantaggio, anche alcune limitazioni.
Alcune forme organizzative sono temporanee, e non prevedono particolari ruoli all'interno del gruppo. I pipistrelli che dormono vicini, solo per condividere il calore, o le sardine che vivono in branchi di migliaia di individui per motivi di difesa sono un esempio di questa organizzazione elementare.
Un passo avanti a livello organizzativo è quello che avviene tra pecore, alci e topi. Questi animali solitamente formano gruppi famigliari, sempre più numerosi, con i piccoli che non si allontanano dai genitori. 

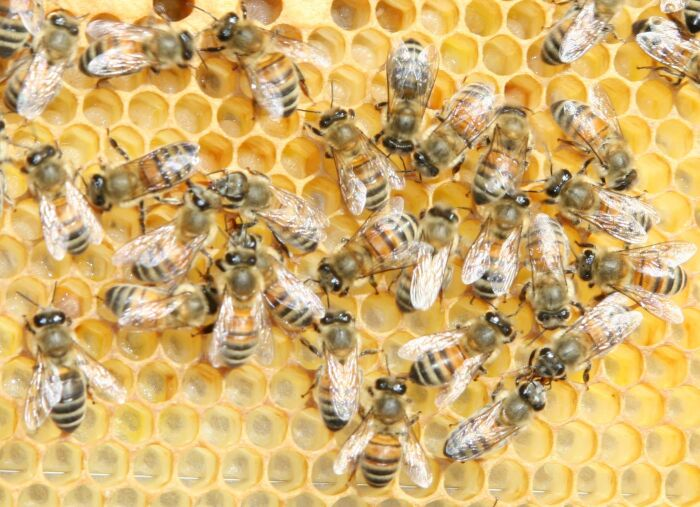
Ape europea

Una vera società, organizzata con individui specializzati o con mansioni diverse, si ha con le api, le termiti, gli elefanti o i babbuini. In questi casi esiste anche una gerarchia all'interno del gruppo. Se tale gerarchia è rigida, cioè ogni individuo copre sempre lo stesso ruolo, si parla di società chiusa. Se invece il singolo individuo può modificare la sua posizione sociale, ad esempio dopo una lotta, si tratta di una società aperta.
Tipiche società chiuse sono quelle di api e termiti. Ogni membro ricopre lo stesso ruolo per tutta la vita: regina o coppia reale, operaia e soldato.
Società aperte invece sono quelle di elefanti o babbuini.
La società degli elefanti è di tipo matriarcale, cioè il capobranco è la femmina più anziana, o matriarca. Nella scala gerarchica poi seguono le femmine adulte, in ordine di età, poi i giovani, maschi e femmine, ed infine i cuccioli. I maschi adulti vivono isolati.
I babbuini invece hanno un maschio dominante, seguito dai maschi adulti e da alcune femmine, poi ci sono i maschi giovani e le altre femmine ed infine i piccoli.

### Gerarchia
Nell'etologia lo studio delle gerarchie è molto importante. In essa gli individui vengono classificati come "alfa" se dominanti, "beta" se subordinati; raramente viene usato "omega" per indicare l'ultimo individuo di un branco in ordine gerarchico, quello subordinato a tutti gli altri. Molti indizi psicomotori e cinesici indicano lo status gerarchico di un individuo; in alcune specie di scoiattoli, l'individuo beta di fronte all'individuo alfa è facilmente identificabile dalla permanenza della coda rizzata. Nelle società, la gerarchia è identificabile dalla disposizione nel branco; ad esempio nei pinguini raggruppati per difendersi dal freddo, più al centro del gruppo sta un individuo e più alfa esso è, mentre quelli posti ai bordi esterni possono essere identificati come omega; stessa cosa per i banchi di pesci sotto attacco di predatori: al centro staranno gli individui alfa, i quali avranno così più probabilità di sopravvivere dato che i predatori mangiano a partire dall'esterno del banco. Le sigle gerarchiche non indicano status permanenti: ogni individuo è alfa o beta non in sé, ma sempre rispetto all'individuo cui si trova di fronte.

### Rapporto col territorio

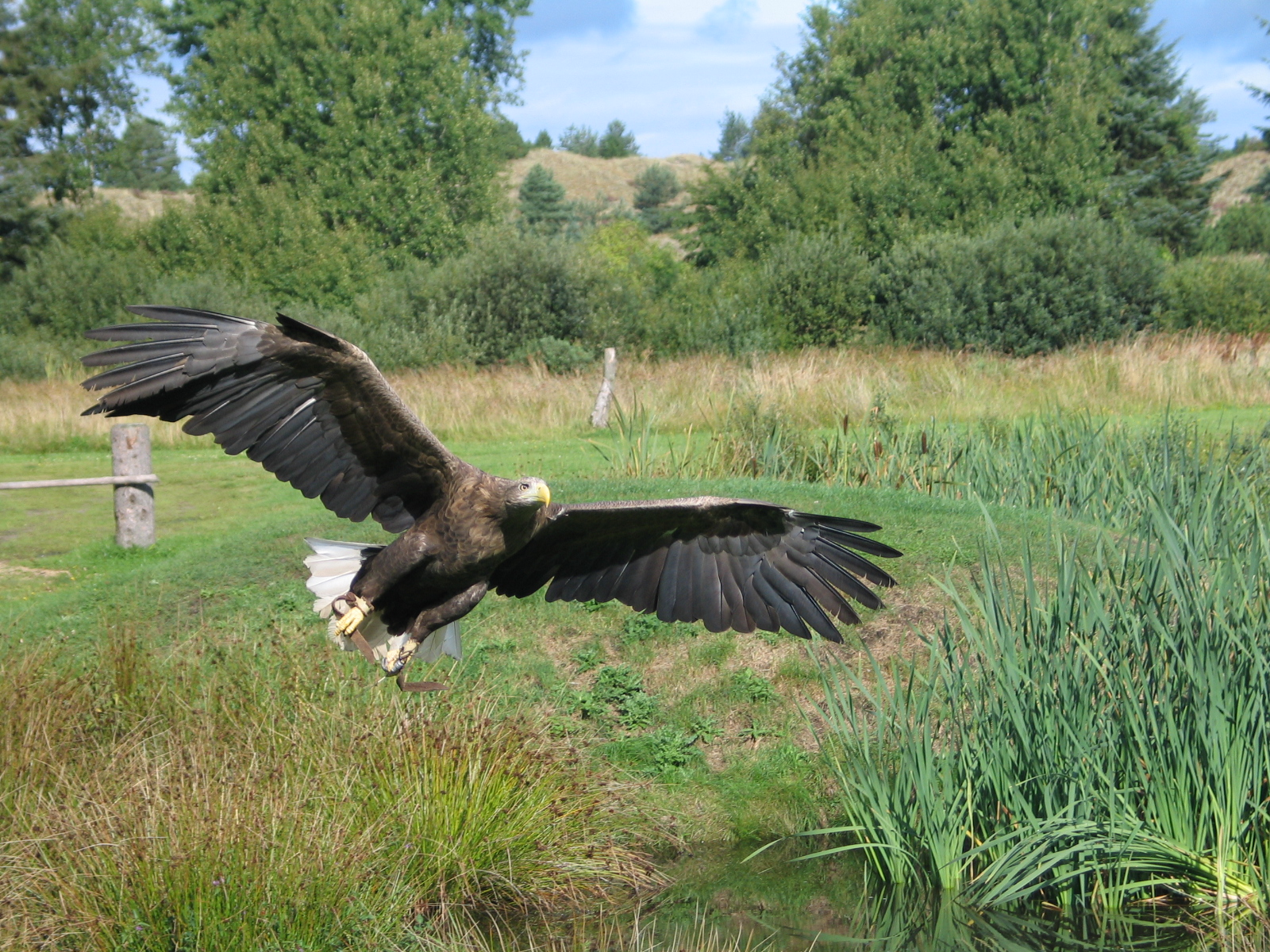
Aquila di mare.

Lo spazio fisico nel quale un animale vive è fondamentale ed ogni animale ha un rapporto particolare col proprio territorio, che solitamente è lo stesso per tutta la vita. Anche le specie migratrici hanno la tendenza a ritornare sempre nei luoghi dai quali sono partite.
L'estensione del territorio varia in funzione di vari fattori. Un territorio individuale, solitamente, è più esteso di quanto sarebbe se fosse solo una parte di un territorio condiviso. Quindi due esemplari della stessa specie, se sono solitari, occupano una superficie maggiore di quella che sarebbe loro necessaria se vivessero condividendo (anche parzialmente) lo spazio. Inoltre una specie erbivora ha bisogno di meno spazio di una predatrice, e tra gli stessi predatori quelli apicali (come aquila o orso) hanno bisogno di un territorio maggiore rispetto ai predatori intermedi (come falco o lontra). Solitamente il territorio è difeso dal suo proprietario, e in caso di sconfinamenti si possono avere lotte che terminano solo quando l'invasore abbandona il campo.
Il confine del territorio è segnalato agli individui della stessa specie (non c'è quasi mai competizione tra individui di specie diverse, perché hanno anche abitudini alimentari diverse) con varie tipologie di marcature:
- Marcature sonore - Come gli ululati del lupo e il gracidare della rana
- Marcature visive - Come le parate nuziali di alcuni uccelli
- Marcature olfattive - Utilizzate ad esempio dai cani, urinando attorno al loro spazio, o dal coniglio selvatico che strofina il mento sul terreno attorno alla sua tana.

### Riproduzione

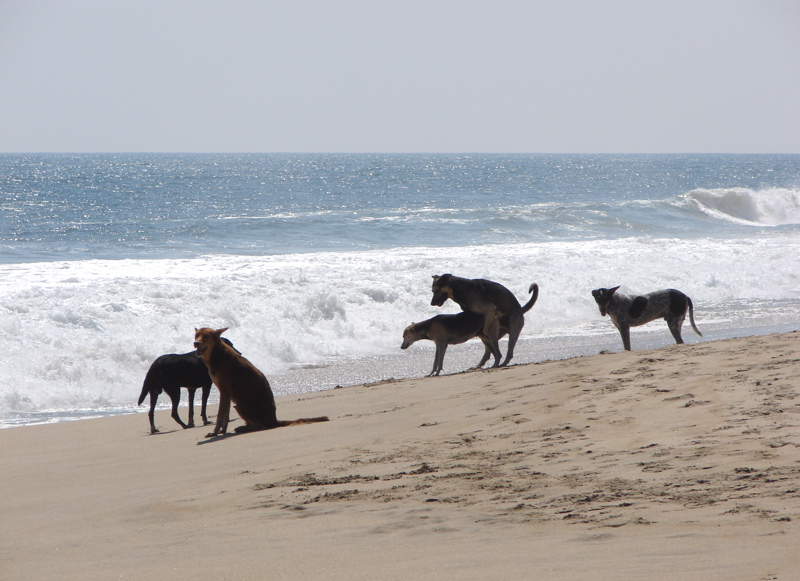
Accoppiamento tra cani.

Tra gli animali il sesso riveste notevole importanza. Gli animali si differenziano dall'uomo per il fatto che il periodo delle attività sessuali è solitamente limitato ad un particolare periodo, durante il quale la femmina è feconda. Gli animali domestici, come cane e gatto, hanno un rapporto col sesso che tutti possiamo verificare con un po' di attenzione, anche se non sempre è facile vederne tutti gli aspetti. Nel cane, ad esempio, il sesso è anche una forma di supremazia di un esemplare su un altro, per confermare la gerarchia sociale (in questo caso sono frequenti i rapporti omosessuali).
Tra le scimmie Bonobo il sesso è una pratica sociale molto diffusa, anche in cattività, e le modalità sono tra le più simili a quella umana di tutto il mondo animale.

### Comportamento patologico
Lo studio del comportamento patologico è stato enfatizzato più volte nel corso dello sviluppo dell'etologia, seppur un approccio ufficiale ancora oggi non sia ancora del tutto strutturato. Uno dei primissimi autori a fornire riflessioni sulla natura e sui probabili meccanismi responsabili dell'insorgenza di comportamenti patologici fu proprio Ivan P. Pavlov. Egli, a seguito delle condizioni sperimentali a cui erano sottoposti gli animali sperimentali, dichiarò di aver osservato forme indubbie di nevrosi sperimentali e affermò di averle curate, dichiarando di aver indotto negli animali qualcosa di simile a ciò che negli uomini veniva chiamato psicosi.
Anche se le osservazioni nei confronti dei comportamenti che si discostano dalla frazione ritenuta normale non mancano di comparire nella letteratura scientifica e in quella divulgativa, occorrerà attendere un certo assestamento dell'etologia classica, soprattutto con Konrad Lorenz, per ritrovare specifiche trattazioni e riflessioni sul concetto di patologico nel comportamento animale. Lorenz, nel suo libro L'Etologia fondamenti e metodi, affermò: 

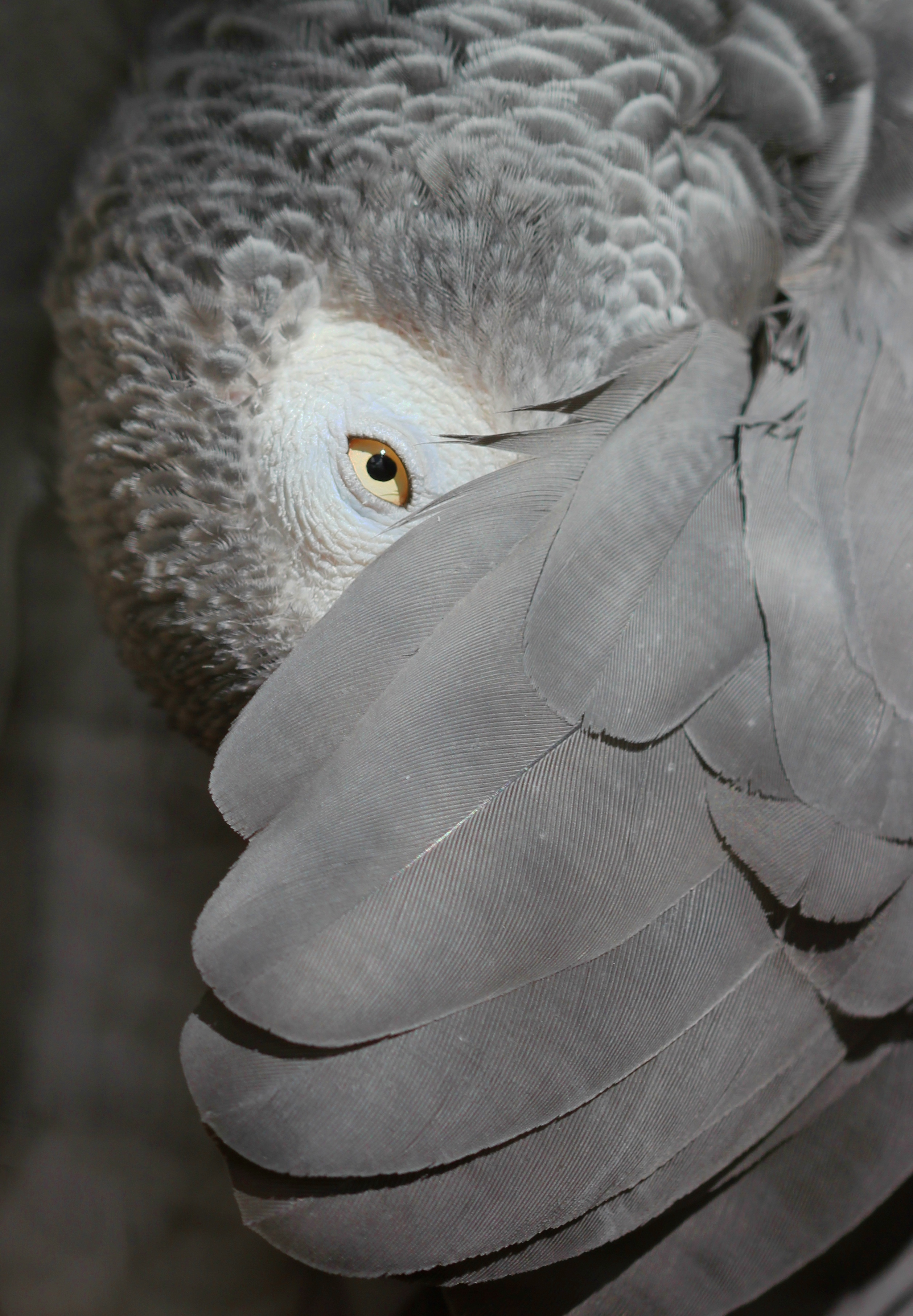
Secondo alcune ricerche scientifiche, i pappagalli manifesterebbero l'autodeplumazione in risposta a imprinting aberranti e a frustrazione sessuale.

Un'attenzione particolare nei confronti della patologia del comportamento non è ancora ufficializzata dalle scienze etologiche e la catalogazione, lo studio dei meccanismi comportamentali e fisiologici e gli interventi a risoluzione di problematiche relative a comportamenti non salubri sono storicamente affrontati nello specifico dalla medicina veterinaria. Infatti, una delle prime trattazioni importanti in merito al concetto di patologia comportamentale degli animali è sicuramente l'enorme lavoro del veterinario anglo-americano M. W. Fox, con Abnormal Behaviour in Animals, 1968. Più tardi, lo studio dei comportamenti patologici viene affrontato anche da altre discipline, quali la psicologia; nel 1974, infatti, compare sulla rivista American Psychologyst un articolo intitolato Animal Clinical Psychology: a modest proposal: questa pubblicazione sarà interpretata come lo spunto per l’analisi e il trattamento dei disturbi comportamentali degli animali da compagnia. In questo articolo si proponeva un metodo di intervento basato sulle conoscenze e le tecniche della psicologia sperimentale e della psicologia dell’apprendimento, per ridurre e possibilmente eliminare tali problemi.
Negli ultimi anni lo studio dei comportamenti patologici con un approccio esclusivamente etologico inizia a formarsi soprattutto in Spagna e in poche pubblicazioni italiane.

## Branche dell'etologia
Di seguito sono proposte le branche in cui è divisa l'etologia.

### Etologia classica
L'etologia classica, che trova i suoi fondamenti nei pensieri di Lorenz e Tinbergen, è basata sull'analisi causale del comportamento animale e sulla suddivisione di questo in istinto ed apprendimento.

### Ecologia comportamentale
L'ecologia comportamentale, o ecoetologia, è la branca dell'etologia che si propone di spiegare, con fondamenti ecologici ed evoluzionistici, in che modo i comportamenti garantiscono un migliore adattamento dell'animale nell'ambiente in cui vive, dunque una maggiore probabilità di sopravvivenza. Gli zoologi John R. Krebs e Nicholas B. Davies sono i massimi esperti dell'ecologia del comportamento animale.

### Sociobiologia
La sociobiologia studia le relazioni intraspecifiche, ossia le interazioni sociali che avvengono tra animali appartenenti alla stessa specie, come ad esempio i branchi, il corteggiamento, le cure parentali. Padre fondatore della sociobiologia è Edward Osborne Wilson.

## Percorso di formazione e attività lavorativa
Gli aspiranti etologi, generalmente, seguono un percorso accademico volto all'ottenimento di una laurea triennale in corsi attinenti alle materie biologiche, in genere Scienze Naturali, Scienze biologiche o Medicina veterinaria, alla quale segue una laurea magistrale. A seconda del percorso formativo intrapreso, possono seguire approfondimenti attraverso la frequentazione di master universitari e/o corsi di specializzazione.
La formazione dell'etologo è, in ogni caso, volta a fornire elevate competenze in biologia, zoologia, sistematica, fisiologia, genetica, statistica, ecologia e psicologia, oltre naturalmente in discipline strettamente correlate al comportamento animale. L'etologo può intraprendere la carriera di ricercatore accedendo a concorsi di dottorato, massimo grado di istruzione universitaria ottenibile, volto a fornire conoscenze e competenze in ambito di ricerca scientifica.
L'etologo, dunque, può svolgere la propria professione o in ambito di ricerca, oppure come libero professionista, proponendo la sua attività nella comportamentale degli animali in ambiente controllato. Inoltre, egli può collaborare con enti pubblici e/o privati per la gestione della fauna locale e aliena.